# نجوى محرز
نجوى جمال محمد محرز مترجمة برئاسة الجمهورية وأستاذ الترجمة والأدب الإسباني ورئيس سابق بقسم اللغة الإسبانية بكلية الألسن جامعة عين شمس. وتشغل حاليًا منصب رئيس جمعية المهتمين بالثقافة الإسبانية بالقاهرة. ولديها نشاط مكثف في تقوية العلاقات الثقافية والإنسانية بين مصر وإسبانيا. حصلت على نوط الاستحقاق المدني بدرجة فارس من ملك إسبانيا فيليب السادس وتسلمت التكريم من سفير إسبانيا في احتفال كبير بالسفارة الإسبانية بالقاهرة. ترجمت العديد من الأعمال الأدبية المصرية للغة الإسبانية من بينها أعمال الكاتب المصري الكبير توفيق الحكيم. أيضًا أقامت العديد من المؤتمرات الدولية والاتفاقات العلمية والأكاديمية بين مصر وجامعات إسبانية وساهمت تبادل اساتذة وطلاب ومنح تعليمية.

## المؤهلات العلمية
حصلت على درجة الليسانس في 1 يناير عام 1970. فيما حصلت على الدكتوراه من إسبانيا في أعمال فكتور هوغو في 5 يوليو 1978.